# Чхве Ин Ён
Чхве Ин Ён (кор. 최인영; 5 марта 1962, Республика Корея)— южнокорейский футболист, играл на позиции вратаря.
Выступал за клуб «Хёндэ Хорани», а также национальную сборную Южной Кореи.

## Клубная карьера
Во взрослом футболе дебютировал в 1981 году выступлениями за команду любительского клуба «Сеул Сити», в котором провёл два сезона, приняв участие лишь в 2 матчах. В течение 1983 года защищал цвета команды клуба «Кукмин Банк».
В 1984 году перешёл в клуб «Хёндэ Хорани», за который отыграл 11 сезонов. Завершил профессиональную карьеру футболиста выступлениями за эту команду в 1995 году.

## Выступления за сборную
В 1981 году привлекался в состав молодёжной сборной Южной Кореи. На молодёжном уровне сыграл в 3 официальных матчах, пропустил 4 гола.
В 1983 году дебютировал в официальных матчах в составе национальной сборной Южной Кореи. В течение карьеры в национальной команде, которая длилась 12 лет, провел в форме главной команды страны 51 матч, пропустив 39 голов.
В составе сборной был участником чемпионата мира 1990 года в Италии и чемпионата мира 1994 года в США. На обоих мундиалях был основным голкипером своей команды и принял участие во всех играх южнокорейцев на групповых этапах, на которых сборная в обоих случаях прекращала борьбу.